# Jake LaMotta
Giacobbe "Jake" LaMotta, soprannominato Il Toro del Bronx e Toro scatenato (New York, 10 luglio 1922 – Aventura, 19 settembre 2017), è stato un pugile, attore e scrittore statunitense di origine italiana, campione mondiale dei pesi medi tra il 1949 e il 1951.
È stato un personaggio assai discusso, sia fuori che dentro il ring. La sua vita movimentata, da lui stesso raccontata nell'autobiografia Toro scatenato, ha ispirato l'omonimo film diretto da Martin Scorsese e interpretato da Robert De Niro.

## Biografia
LaMotta nacque nel Lower East Side di Manhattan (New York) nel 1922 in una modesta famiglia d'origini italiane; il padre era un immigrato siciliano originario di Messina, mentre sua madre era nata e cresciuta negli Stati Uniti da genitori italiani.
Poco tempo dopo la nascita si trasferì al seguito della famiglia a Filadelfia, in Pennsylvania, dove soggiornò per un breve periodo prima di ritornare stabilmente a New York, dove crebbe in un quartiere degradato del Bronx.
Ebbe un'infanzia parecchio difficile, funestata dall'estrema povertà in cui la famiglia versava e dall'ambiente malfamatissimo in cui era costretto a vivere (il padre, per arrotondare il suo magrissimo stipendio, lo spingeva a lottare clandestinamente con altri ragazzini del suo quartiere, mentre gli adulti scommettevano su quei combattimenti). Imparò i primi rudimenti della boxe in riformatorio, dove era stato rinchiuso per furto.

### Carriera pugilistica

#### Inizi e rapporti con la malavita
LaMotta divenne professionista nel 1941 a soli 19 anni. Fu il primo a battere Sugar Ray Robinson, forse il più grande pugile di tutti i tempi, il 5 febbraio 1943, a Detroit, in un match combattuto per la categoria dei welter. Vinse ai punti in 10 round, dopo averlo mandato al tappeto all'ottavo, nel secondo dei loro sei incontri, testimoni di una grande rivalità sportiva. L'incontro in questione fu definito Sorpresa dell'anno per il 1943, dalla rivista specializzata Ring Magazine. LaMotta fu sconfitto da Robinson, negli altri cinque incontri, compreso quello importantissimo in cui mise in palio il titolo mondiale dei pesi medi, nel 1951. Il grande Sugar Ray, invece, dopo quella prima sconfitta del 1943, conseguì una "striscia" di otto anni di combattimenti senza sconfitte.
Nel 1947 LaMotta fu messo KO da Billy Fox dopo quattro round: questo incontro ossessionò il pugile per tutta la vita. 
Nel 1960, chiamato a testimoniare davanti alla sottocommissione del Senato americano denominata Comitato parlamentare sulla criminalità organizzata, presieduto dal senatore democratico Estes Kefauver del Tennessee, a proposito dell'influenza della malavita nel mondo della boxe, LaMotta scioccò il mondo dello sport. Ammise di aver perso il suo incontro contro Fox su pressioni della mafia, per avere la possibilità di essere nominato sfidante ufficiale al titolo mondiale. Tale ammissione svelò a qual punto era arrivata la malavita nel controllo della boxe. Incontri sospetti riguardarono in seguito un altro campione del mondo, Sonny Liston. Le dichiarazioni rese al Senato minarono fortemente la sua reputazione, ma LaMotta ritenne di aver fatto la cosa giusta.
Combatté un primo match contro Laurent Dauthuille, il 21 febbraio 1949 a Montréal, perdendo ai punti in 10 riprese.
Il 25 marzo 1949, LaMotta incontrò Robert Villemain al Madison Square Garden di New York. Al termine delle dodici riprese, il francese sembrava aver largamente vinto, sia per il pubblico che per la stampa presente, ma l'arbitro e un giudice attribuirono con uno stretto margine la vittoria allo statunitense. Il verdetto fece talmente scandalo che i due furono squalificati a tempo indeterminato.

#### Campione del mondo dei pesi medi
LaMotta conquistò il titolo mondiale dei medi il 16 giugno 1949 a Detroit, contro Marcel Cerdan, reputato da molti esperti il miglior pugile nella storia del pugilato francese. Cerdan si slogò il braccio durante il primo round, resistendo per altri nove fino ad abbandonare dopo il suono della campana di inizio del decimo round. La rivincita (prevista per il 2 dicembre successivo), non si tenne perché, alla fine di ottobre dello stesso anno, l'aereo su cui Cerdan stava viaggiando, un Lockheed Constellation della Air France, precipitò alle Azzorre, non lasciando alcun superstite tra i 48 passeggeri.
Il 9 dicembre 1949 fu organizzato un nuovo incontro, senza titolo in palio, tra LaMotta e Villemain. Il francese vinse facilmente ai punti e chiese di affrontare ancora una volta l'italo-americano per la cintura di campione del Mondo. LaMotta non gli accordò mai il terzo incontro. Anche questo match fu definito Sorpresa dell'anno, per il 1949, dalla rivista Ring Magazine.
Il 12 luglio 1950 al Madison Square Garden di New York, di fronte a 16.369 spettatori paganti per un incasso di 99.841 dollari, difese una prima volta il titolo contro il campione europeo Tiberio Mitri . Vinse la prima ripresa, poi il triestino passò al contrattacco e si accese la bagarre. La Motta non cedette. Al sesto round colpì l'italiano all'occhio sinistro. Nella ripresa successiva, Mitri tentò il tutto per tutto e La Motta sembrò accusare. Poi reagì con una serie di colpi alla testa a cui Mitri rispose abbassandosi e rispondendo con dei sinistri allo stomaco. L'italiano si aggiudicò l'ottavo round ma poi il campione del Mondo prese le redini dell'incontro e vinse le successive tre riprese. Dalla dodicesima in poi a Mitri, ormai stanco, non rimase altro che resistere stoicamente sino alla fine del match. Anche il suo ultimo disperato assalto non ebbe effetto e La Motta si aggiudicò anche l'ultima ripresa. Il verdetto in favore del campione fu netto ma non trascendentale: la terna arbitrale tutta statunitense, infatti, gli assegnò rispettivamente otto, tre e un solo punto di vantaggio.
Il match da lui combattuto il 13 settembre 1950, a Detroit, contro Laurent Dauthuille, con in palio il titolo mondiale, è passato alla storia del pugilato. Il francese era nettamente in testa nel punteggio sino a soli 13 secondi dalla fine, quando fu investito da una raffica di pugni dell'indomabile italo-americano e fu messo fuori combattimento. Il punteggio in favore dello sfidante, a quel momento era: 72-68, 74-66, 71-69. L'incontro è stato definito il combattimento dell'anno 1950 dalla rivista specializzata Ring Magazine. Nel 1996, la stessa rivista lo ha inserito al 43º posto tra i più grandi match di pugilato con il titolo in palio.
Il 14 febbraio 1951, a Chicago, si tenne l'attesissimo sesto incontro tra il Toro del Bronx e Sugar Ray Robinson, campione del mondo in carica dei pesi welter. In palio era il titolo mondiale dei medi, in possesso di Jake LaMotta. L'incontro, combattuto di fronte a 14.802 spettatori, per un incasso di 180.619 dollari, passò alla storia del pugilato come "il massacro di San Valentino". Memore delle precedenti sconfitte ai punti, il detentore decise di accantonare la propria tradizionale partenza lenta dando tutto sé stesso fin dal primo round. Al termine dell'ottava ripresa, secondo la United Press, LaMotta aveva prevalso per sei round, lasciandone solo due allo sfidante; altri osservatori, tra cui i giudici ufficiali a bordo ring, avevano punteggi differenti, favorevoli a Robinson, ma la sensazione di equilibrio era tangibile. La tattica di Robinson, infatti, era stata quella di controllare LaMotta per i primi dieci round, tenendolo a distanza e limitando i danni, rispondendo colpo su colpo. Passò poi al contrattacco mettendo a segno una serie di selvagge combinazioni di colpi sull'avversario nelle successive tre riprese. Uno stremato LaMotta, sebbene ottimo incassatore, non riuscì a resistere alla violenza dei colpi subiti e non fu più in grado di difendersi causando l'interruzione del match da parte dell'arbitro Frank Sikora. Robinson vinse per K.O. tecnico al tredicesimo round con LaMotta, sfinito, abbandonato sulle corde.

#### Fine carriera
Dopo la perdita del titolo dei medi, il 9 dicembre 1949 a New York LaMotta combatté nuovamente con Robert Villemain, ma stavolta fu sconfitto ai punti in dieci riprese. Il match fu definito "sorpresa dell'anno" per il 1949. Proseguì poi a combattere nei pesi mediomassimi, con risultati non particolarmente esaltanti. Si ritirò definitivamente nell'aprile del 1954.
In tutta la sua carriera LaMotta collezionò 83 vittorie (di cui 30 per KO), 19 sconfitte e 4 pareggi. La International Boxing Hall of Fame lo ha ammesso fra i più grandi pugili di ogni tempo. Nel 2001 e nel 2004 la rivista The Ring lo ha inserito al 5º posto in una propria classifica dei migliori pesi medi della storia del pugilato. Nel 2002 la medesima rivista lo ha collocato al 52º posto nella classifica degli 80 migliori pugili degli ultimi 80 anni.

### Carriera di attore e scrittore

Nino Benvenuti insieme a Jake LaMotta a Milano. LaMotta tiene in mano la versione italiana del suo libro Toro scatenato

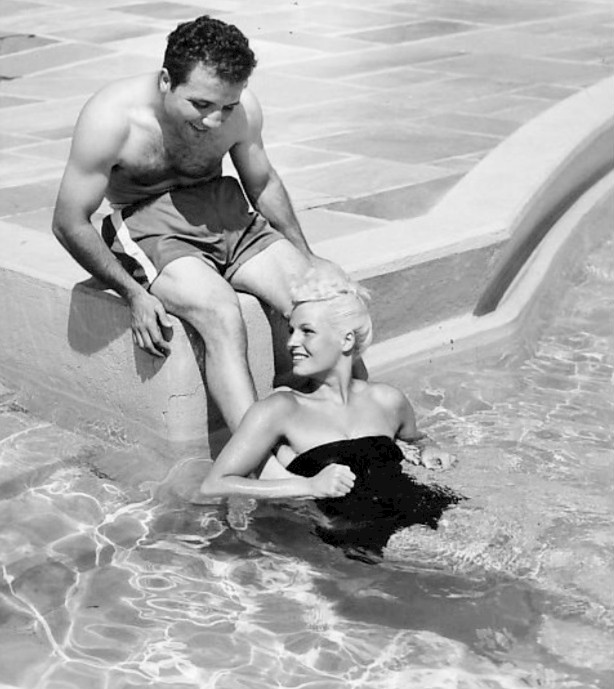
LaMotta insieme alla moglie Vicky nel 1950

Dopo il ritiro LaMotta comprò alcuni bar e divenne attore di palcoscenico e commediante per i suoi e altri locali. Apparve anche in quindici film, incluso Lo spaccone, con Paul Newman e Jackie Gleason, dove interpretava il barista.
Nel 1970 LaMotta scrisse la sua autobiografia intitolata Toro scatenato (titolo originario: Raging Bull: My Story) che, adattata da Paul Schrader e Mardik Martin, ispirò l'omonimo film in bianco e nero. Sulla scia di questo successo, ne scrisse una seconda, intitolata Raging Bull II: Continuing the Story of Jake LaMotta con Chris Anderson e Sharon McGehee, anch'essa di ispirazione per un nuovo film.

### La morte
LaMotta è morto a 95 anni il 19 settembre 2017 in seguito alle complicazioni dovute a una polmonite.

## Riferimenti nella cultura di massa
- LaMotta ha avuto una vita personale travagliata, compreso un periodo in un riformatorio, ed è stato sposato sette volte. Ha ammesso d'aver talvolta picchiato le sue mogli e d'aver ridotto quasi in fin di vita un uomo durante una rapina in gioventù[27]
- La sua seconda moglie, Vikki Beverly Thailer, era una modella americana che, durante gli anni di massimo successo del marito, divenne una celebrità[28].
- Nel 1981 alcuni produttori di Hollywood contattarono LaMotta con l'idea di fare un film sulla sua vita, basato sul suo memoriale, Raging Bull: My Story, risalente al 1970. Il film, intitolato Toro scatenato, fu un insuccesso dal punto di vista finanziario, ma riscosse un grande plauso dalla critica - sia per il regista Martin Scorsese, sia per Robert De Niro che interpretava LaMotta e che vinse il premio Oscar quale miglior attore protagonista - tanto da essere considerato un classico della cinematografia dall'American Film Institute[29][30]. Toro scatenato dipinge il pugile newyorkese come una persona violenta e piena di problemi, soprattutto di gelosia, sentimento che lo avrebbe portato a malmenare anche il fratello e manager Joey, sospettandolo di aver avuto una relazione con la moglie Vicky.
- Il film The Bronx Bull del 2016 è l'adattamento cinematografico del secondo libro autobiografico, Raging Bull II: Continuing the Story of Jake LaMotta, scritto da Jake LaMotta con Chris Anderson e Sharon McGehee[31]. Lo stesso LaMotta ha collaborato alla realizzazione della pellicola come consulente artistico[31]. Questo film è, di fatto, il sequel non autorizzato di Toro scatenato, perché narra le vicende sia precedenti che successive a quelle raccontate nel film del 1980 diretto da Martin Scorsese con Robert De Niro[31][32]

## Vita privata
Nel febbraio 1998, il figlio maggiore di LaMotta, Jake LaMotta Jr., morì di cancro al fegato. Nel settembre dello stesso anno il figlio Joseph fu tra le vittime del Volo Swissair 111, precipitato al largo della costa della Nuova Scozia in Canada.

## Filmografia
- Four Star Revue - serie TV, 1 episodio (1953)
- Rebellion in Cuba, regia di Albert C. Gannaway (1961)
- Lo spaccone (The Hustler), regia di Robert Rossen (1961)
- Car 54, Where Are You? - serie TV, 5 episodi (1962-1963)
- The Doctor and the Playgirl, regia di William Martin (1963)
- The Runaways, regia di Peter Savage e Guy Thomajan (1965)
- Le cause dell'avvocato O'Brien (The Trials of O'Brien) - serie TV, 1 episodio (1965)
- La violenza dei dannati, regia di Giovanni Roccardi (1965)
- Confessions of a Psycho Cat, regia di Herb Stanley (1968)
- Cauliflower Cupids, regia di Peter Savage e Jerome Shaw (1970)
- Who Killed Mary Whats'ername?, regia di Ernest Pintoff (1971)
- Bocca da fuoco (Firepower), regia di Michael Winner (1979)
- Tom Waits: Downtown Train, cortometraggio, regia di Jean-Baptiste Mondino (1985)
- Hangmen, regia di J. Christian Ingvordsen (1987)
- Poliziotto sadico (Maniac Cop), regia di William Lustig (1988)
- Mob War, regia di J. Christian Ingvordsen (1989)
- New Jack City, regia di Mario Van Peebles (1991)
- Question d'honneur, cortometraggio, regia di Richard Aujard (1997)